# Mn12
La molécula Mn12O12(CH3COO)16(H2O)4, comúnmente abreviada Mn12 o Mn12Ac16, fue el primer sistema en el que se midió experimentalmente el efecto túnel en la desmagnetización, al apreciarse escalones en la curva de histéresis magnética. Estos escalones se han justificado por las relajaciones rápidas de la magnetización al producirse las transiciones por efecto túnel. Fue el primero de los imanes monomoleculares, y sigue siendo uno de los más estudiados, aunque recientemente se está trabajando mucho en otros sistemas más simples. Por lo extenso de los estudios se le ha llamado "la drosophila del magnetismo monomolecular", haciendo referencia al conocido organismo modelo en genética.

## Estructura química y derivados
La molécula de Mn12 tiene un núcleo Mn4IVO4 con estructura de tipo cúbico, rodeado de otros 8 {\displaystyle Mn^{III}}, que se hallan dispuestos en forma de anillo. 8 aniones oxo y 16 ligandos acetato completan la coordinación. La molécula tiene una forma global de lenteja.
Es posible la sustitución, por reacción química, de los ligandos acetato por otros, mayoritariamente carboxilatos, pero también se conocen casos de sulfatos y fosfatos. Generalmente se mantienen los principales rasgos de las propiedades magnéticas de la molécula, pero se ha relacionado el carácter más o menos electronegativo del ligando con la magnitud de la interacción de canje entre los iones que enlaza.
También es posible la reducción por uno o por dos electrones del Mn{\displaystyle _{12}}. Esto cambia el espín de su estado fundamental, pero generalmente se mantiene su comportamiento como imán unimolecular.

## Propiedades y estructura magnéticas
El {\displaystyle Mn_{12}} es un imán monomolecular. Como tal, presenta ciclos de histéresis magnéticas (a baja temperatura), túnel cuántico en la magnetización (que se manifiestan como escalones en el ciclo de histéresis), y variaciones características en la posición y altura de los picos de susceptibilidad en medidas ac en función de la frecuencia de barrido. 
La molécula {\displaystyle Mn_{12}} se caracteriza cuantitativamente, en su forma más sencilla, por su valor de número cuántico de espín S o espín total (S=10, es la suma de los espines de cada átomo de Mn constituyentes), su factor de Landé, g y su desdoblamiento a campo nulo, D (efectivo). La descripción mínima puede servir para racionalizar algunas de las propiedades en equilibrio, como la magnetización a una determinada temperatura y a un campo determinado, pero los fenómenos dinámicos exigen ir mucho más allá. Así, ocasionalmente se incluyen en el hamiltoniano parámetros más sutiles, como términos de orden cuarto o sexto, o se descompone ese espín efectivo S=10 en los momentos magnéticos de los Mn individuales.
Los 4 Mn (IV) tienen una configuración electrónica {\displaystyle d^{3}}, y. por tanto, aportan cada uno un S=3/2. 
Los 8 Mn (III) tienen una configuración electrónica {\displaystyle d^{4}}, y aportan cada uno un S=2. La fuerte interacción antiferromagnética entre los dos bloques da lugar al estado fundamental de S=10: los 4 Mn (IV) resultan en un S=6, los 8 Mn (III) resultan en un S=16.
Por otra parte, hay que considerar que, mientras que los Mn (IV) son isótropos, la anisotropía de los Mn (III) incluye un término de simetría E. Por tanto, presentan un pequeño desdoblamiento a campo nulo, por interacción espín-órbita de segundo orden. La suma vectorial de estas anisotropías axiales llevará a un eje de fácil imanación para la molécula completa.
Al no tener interacciones espín-órbita de primer orden, el valor del parámetro g de Landé (efectivo) para todos estos iones es de aproximadamente 2. De esta forma, el estado S=10 también estará descrito por un g cercano a 2.
Por último, cabe señalar que, a las temperaturas de interés (entre 1 y 10 K) y a campos bajos (alrededor de 0.1 T) se hallan poblados los distintos niveles de S=10 (con {\displaystyle M_{s}=\pm 10,\pm 9,...}). De forma efectiva y en primera aproximación, tenemos el mismo caso que si tuviéramos un ion (ficticio) con S=10 y sin acoplamiento espín-órbita, a temperatura ambiente. Así, es posible aplicar fórmulas simplificadas como:
{\displaystyle \chi T={\frac {g^{2}}{8}}\cdot S\cdot (S+1)}, 
para reproducir parte del comportamiento magnético.

## Ciclos de histéresis magnética
La aplicación de un campo magnético externo (durante un barrido) llega a invertir el sentido del campo magnético de un imán. Una vez que se ha invertido el sentido de la magnetización, se aplica un campo externo inverso y se vuelve a medir la magnetización. La magnitud del campo externo necesario para invertir la magnetización, se llama campo coercitivo. En ausencia de campo magnético externo, se puede medir la magnetización remanente que es propia de cada material, como en los imanes tradicionales. Si se mantiene el campo nulo (o casi nulo) sobre la temperatura de Neel se observa una relajación lenta (pérdida de la magnetización) o desmagnetización. El campo magnético residual a temperaturas inferiores a la temperatura de Neel se llama campo remanente y esta puede durar desde algunas horas hasta meses.
Como característica diferencial de los ciclos de histéresis magnética en el Mn12 (y otros imanes monomoleculares) frente a los imanes tradicionales, se aprecian escalones de relajación rápida de la magnetización a ciertos campos magnéticos. Los materiales magnéticos convencionales no presentan estos escalones, solo muestran un comportamiento sigmoide que es función de la temperatura.
Se puede racionalizar la posición, altura y forma de estos escalones por combinación de tres tipos de procesos:  (1) excitaciones térmicas (que involucran a fonones) que permiten superar la barrera de potencial, que dominan a alta temperatura; (2) procesos de túnel desde el estado fundamental, que dominan a las temperaturas más bajas y (3) procesos de túnel a través de la barrera desde estados excitados bajos en energía, que son importantes a temperaturas intermedias. En estos procesos, el hamiltoniano unimolecular se ve perturbado por las interacciones dipolares entre moléculas.

### Relajación por acoplamiento espín-fonón
A bajas temperaturas (pocos Kelvin), el Mn12 está atrapado en los pozos de {\displaystyle M_{s}=\pm 10}. Si hay un campo aplicado, los pozos están a distintas alturas, y el sistema estará atrapado en el pozo de menor energía, en el que el momento magnético está alineado con el campo externo. No todas las moléculas estarán en el estado de máximo {\displaystyle M_{s}} (salvo a temperaturas de fracción de K), sino que habrá poblados estados {\displaystyle M_{s}=+10,+9,+8...}
Los estados con dos unidades de diferencia en {\displaystyle M_{s}} pueden mezclarse, por acoplamiento entre los estados de espín y los fonones (vibraciones moleculares o de la red cristalina). La propagación de esta mezcla, cada vez con menor intensidad, hace posible la transición entre los niveles {\displaystyle M_{s}=-10} y {\displaystyle M_{s}=+10}. Obviamente, la probabilidad de esta transición será casi nula, y serán mucho más elevadas las de transiciones como {\displaystyle M_{s}=-6\rightarrow M_{s}=+4} o {\displaystyle M_{s}=-5\rightarrow M_{s}=+5}. Así pues, este mecanismo sólo es posible a temperaturas relativamente elevadas.

### Efecto túnel cuántico en la magnetización
Si se va disminuyendo el campo magnético aplicado, los niveles de los dos pozos irán cruzándose (mucho antes de llegar al punto en el que se crucen los dos pozos, con coincidencia de energías para todo {\displaystyle M_{s}=\pm i}). En cada cruce entre niveles, será posible una transición por efecto túnel cuántico. Si se produce esa transición, la molécula afectada verá invertida su magnetización. Como consecuencia, los ciclos de histéresis medidos presentan escalones.
No todos las coincidencias de niveles de energía llevan a transiciones por efecto túnel con la misma probabilidad: 
Por una parte, para que la transición sea probable, tiene que haber solapamiento entre las funciones de onda implicadas. Esto hace que, dependiendo de los parámetros del sistema concreto, unos cruzamientos u otros sean más probables (por ejemplo, pueden ser especialmente intensos entre los niveles {\displaystyle M_{s}(1)=+4} y {\displaystyle M_{s}(2)=-6}, o entre los niveles {\displaystyle M_{s}=\pm 5}).
Por otra parte, el nivel origen de la transición ha de estar poblado para que esta ocurra. A temperaturas sub-Kelvin, puede estar poblado sólo el estado {\displaystyle M_{s}(1)=+10}, pero a temperaturas superiores ocurrirán transiciones desde niveles más altos en energía. Este es el fenómeno conocido como "túnel cuántico asistido térmicamente".
Se ha aprovechado el método de Landau-Zener para estudiar el efecto de túnel cuántico de la magnetización.